# Magda Malinowska
Magda Malinowska (ur. 1 listopada 1992) – polska lekkoatletka, sprinterka.

## Kariera
Reprezentantka klubu UKS 19 Bojary Białystok trenowana przez Hannę Sutyniec. W 2013 zdobyła złoty medal mistrzostw kraju  w sztafecie 4 × 100 m (Ayla Kisiel, Magda Malinowska, Klaudia Konopko, Katarzyna Sokólska) z czasem 45,51.

## Rekordy życiowe
- 100 m – 11,89 s (Łódź, 18 maja 2013)
- 200 m – 24,28 s (Toruń, 20 lipca 2013)